# Ctenophysis
Ctenophysis Millidge, 1985 è un genere di ragni appartenente alla famiglia Linyphiidae.

## Distribuzione
L'unica specie oggi attribuita a questo genere è stata reperita in alcune località del Cile: precisamente nella Regione del Bío Bío, nella Regione di Los Lagos e nella Regione di Los Ríos.

## Tassonomia
A maggio 2011, si compone di una specie:
- Ctenophysis chilensis Millidge, 1985[4] — Cile centrale